# Динара Сафина
Динара Михайловна (Мубиновна) Сафина (на татарски: Dinara Mөbin qızı Safina, Динара Мубин къзъ Сафина) е родена на 27 април 1986 в Москва, СССР – руска тенисистка и по-малка сестра на Марат Сафин. Живее в Монако. Най-добро класиране на сингъл WTA – 1 място (20 април 2009).

## Резултати
- Финалистка на Ролан Гарос за 2009 година на сингъл, победена от сънародничката си Светлана Кузнецова
- Финалистка на Откритото първенство на Австралия за 2009 година на сингъл, където губи от Серена Уилямс
- Финалистка на Ролан Гарос за 2008 година на сингъл, отстъпвайки на Ана Иванович
- Финалистка на Олимпиадата в Китай през 2008 година на сингъл, спечелвайки сребърен медал за Русия, но губейки от друга рускиня – Елена Дементиева
- Победителка на тенистурнира в Рим – 1-ва категория – за 2009 година на сингъл
- Победителка на тенистурнира в Мадрид – 1-ва категория – за 2009 година на сингъл
- Победителка на тенистурнира в Берлин – 1-ва категория – за 2008 година на сингъл
- Победителка на тенистурнира в Монреал – 1-ва категория – за 2008 година на сингъл
- Победителка на тенистурнира в Токио (Пан Пасифик) – 1-ва категория – за 2008 година на сингъл
- Победителка на тенистурнира в Лос Анджелис – 2-ра категория – за 2008 година на сингъл
- Победителка на тенистурнира в Париж – 2-ра категория – за 2005 година на сингъл
- Победителка в Ю Ес Оупън през 2007 година на двойки (с Натали Деши)
- Победителка в 12 турнира WTA на сингъл и в 8 турнира на двойки.

## Финали в турнири за Големия шлем (2)

### Загуби (2)
| Година | Турнир                          | Съперник      | Резултат    |
| 2008   | Ролан Гарос                     | Ана Иванович  | 4 – 6 3 – 6 |
| 2009   | Открито първенство на Австралия | Серина Уилямс | 0 – 6 3 – 6 |